# Chiến tranh thế giới

Các nước châu Âu trong thế chiến II năm 1942

Chiến tranh thế giới hay thế chiến (Tiếng Anh: world war) là cuộc chiến có quy mô rộng lớn với nhiều quốc gia tham gia và phần nhiều ảnh hưởng lớn tới hầu như toàn bộ thế giới. Đây là kiểu chiến tranh tốn kém nhất và thiệt hại nhiều nhất về người. Thế giới đã trải qua hai cuộc chiến tranh thế giới là Chiến tranh thế giới thứ nhất và Chiến tranh thế giới thứ hai. Tuy nhiên, Chiến tranh Bảy Năm và chiến tranh giả thiết trong tương lai (Chiến tranh thế giới thứ ba) cũng được gọi là chiến tranh thế giới.

## Chiến tranh thế giới trongthế kỷ XX
|                     | Chiến tranh thế giới thứ nhất | Chiến tranh thế giới thứ hai |
| ------------------- | ----------------------------- | ---------------------------- |
| Chết                | 15 - 21 triệu người           | 75 triệu người               |
| Bị thương           | 9 - 15 triệu người            | 20 triệu người               |
| Lính                | 65 triệu người                | 90 triệu người               |
| Quy mô chiến trường | 3 triệu km²                   | 17 triệu km²                 |

## Chiến tranh thế giới tronglịch sử thế giới
Đã có nhiều cuộc chiến kéo dài từ 2 lục địa trở lên trong suốt lịch sử, bao gồm:
| Sự kiện                                                         | Thấp nhất ước tính | Cao nhất ước tính | Địa điểm | Thời lượng (năm) |
| --------------------------------------------------------------- | --- | --- | --- | ---------------- |
| Thời kỳ Hậu đồ đồng (1200s TCN - 1150s TCN)                     | | | Ai Cập, Tiểu Á, Syria, Canaan, Síp, Hy Lạp, Lưỡng Hà                                                                                      | 40–50            |
| Chiến tranh Hy Lạp-Ba Tư (499 TCN - 449 TCN)                    | | | Hy Lạp, Thracia, Quần đảo Aegea, Tiểu Á, Síp, Ai Cập                                                                                      | 50               |
| Chiến tranh Peloponnisos (431 TCN - 404 TCN)                    | | | Hy Lạp, Tiểu Á, Sicilia | 27               |
| Những cuộc chinh phạt của Alexandros Đại Đế (335 TCN - 323 TCN) | | | Thracia, Illyria, Hy Lạp, Tiểu Á, Syria, Văn minh cổ Babylon, Ba Tư,Afghanistan, Sogdiana, Ấn Độ                                          | 12               |
| Chiến tranh Diadochi (322 TCN - 275 TCN)                        | | | Macedon, Hy Lạp, Thracia, Tiểu Á, Levant, Ai Cập, Văn minh cổ Babylon, Ba Tư                                                              | 47               |
| Chiến tranh Punic lần thứ nhất (264 TCN - 241 TCN)              | 285,000 | 400,000 | Địa Trung Hải, Sicilia, Sardegna, Bắc Phi                                                                                                 | 23               |
| Chiến tranh Punic lần thứ hai (218 TCN - 201 TCN)               | 616,000 | 770,000 | Ý, Sicilia, Hispania, Cisalpine Gaul, Transalpine Gaul, Bắc Phi, Hy Lạp                                                                   | 17               |
| Chiến tranh La Mã-Seleukos (192 TCN - 188 TCN)                  | | | Hy Lạp, Tiểu Á | 4                |
| Chiến tranh La Mã-Ba Tư (92 TCN - 629)                          | | | Lưỡng Hà, Syria, Levant, Ai Cập, Ngoại Kavkaz, Atropatene, Tiểu Á, Balkan                                                                 | 721              |
| Chiến tranh Mithridates lần thứ nhất (89 TCN - 85 TCN)          | | | Tiểu Á, Achaean, Biển Aegea | 4                |
| Đại nội chiến La Mã (49 TCN - 45 TCN)                           | | | Hispania, Ý, Hy Lạp, Illyria, Ai Cập, Châu Phi                                                                                            | 4                |
| Chiến tranh Byzantine-Sassanid (502-628)                        | | | Kavkaz, Tiểu Á, Ai Cập, Levant, Lưỡng Hà                                                                                                  | 126              |
| Những cuộc xâm lược của người Hồi Giáo (622-1258)               | | | Lưỡng Hà, Kavkaz, Ba Tư, Levant, Maghreb, Tiểu Á, bán đảo Iberia, Gallia, Khorasan, Sindh, Transoxiana                                    | 636              |
| Chiến tranh Ả Rập-Đông La Mã (629-1050)                         | | | Levant, Syria, Ai Cập, Bắc Phi, Tiểu Á, Crete, Sicilia, Ý                                                                                 | 421              |
| Thập tự chinh (1095-1291)                                       | 1,000,000 | 3,000,000 | Bán đảo Iberia, Cận Đông, Tiểu Á, Levant, Ai Cập.                                                                                         | 197              |
| Các cuộc xâm lược của Mông Cổ (1206-1324)                       | 30,000,000 | 40,000,000 | Lục địa Á-Âu | 118              |
| Chiến tranh Đông La Mã-Ottoman (1265-1479)                      | | | Tiểu Á, bán đảo Balkan | 214              |
| Thực dân châu Âu tại châu Mỹ (1492-1900)                        | 2,000,000 | 100,000,000 | Châu Mỹ | 408              |
| Chiến tranh Ottoman-Habsburg (1526-1791)                        | | | Hungary, Địa Trung Hải, Balkan, Bắc Phi, Malta                                                                                            | 265              |
| Chiến tranh Anh-Tây Ban Nha thứ nhất (1585-1604)                | | | Đại Tây Dương, Eo biển Manche, Low Countries, Tây Ban Nha, Spanish Main, Bồ Đào Nha, Cornwall, Ireland, Châu Mỹ, Açores, Quần đảo Canaria | 19               |
| Chiến tranh Hà Lan-Bồ Đào Nha (1602-1663)                       | | | Đại Tây Dương, Brasil, Tây Phi, Nam Phi, Ấn Độ Dương, Ấn Độ, Đông Ấn, Bán đảo Đông Dương, Trung Quốc                                      | 61               |
| Chiến tranh Ba Mươi Năm (1618-1648)                             | 3,000,000 | 11,500,000 | Châu Âu, chủ yếu là ngày nay nước Đức | 30               |
| Chiến tranh Anh-Tây Ban Nha lần thứ hai (1654-1660)             | | | Vùng Caribe, Tây Ban Nha, Quần đảo Canaria, Hà Lan thuộc Tây Ban Nha                                                                      | 6                |
| Chiến tranh Chín Năm (1688-1697)                                | | | Châu Âu, Ireland, Scotland, Bắc Mỹ, Nam Mỹ, Châu Á                                                                                        | 9                |
| Chiến tranh Kế vị Tây Ban Nha (1701-1714)                       | | | Châu Âu, Châu Mỹ | 13               |
| Cuộc chiến của Liên minh Quadruple (1718-1720)                  | | | Sicilia, Sardegna, Tây Ban Nha, Bắc Mỹ | 2                |
| Chiến tranh Anh-Tây Ban Nha lần thứ ba (1727-1729)              | | | Tây Ban Nha, Panama | 2                |
| Chiến tranh Kế vị Áo (1740-1748)                                | | | Châu Âu, Bắc Mỹ, Nam Mỹ, Ấn Độ | 8                |
| Chiến tranh Bảy Năm (1754-1763)                                 | | 1,500,000 | Châu Âu, Châu Mỹ, Châu Phi, Châu Á | 9                |
| Chiến tranh Cách mạng Hoa Kỳ (1775-1784)                        | | | Bắc Mỹ, Gibraltar, Quần đảo Baleares, Ấn Độ, Châu Phi, Biển Caribe, Đại Tây Dương, Ấn Độ Dương                                            | 8                |
| Chiến tranh Cách mạng Pháp (1792-1802)                          | | | Châu Âu, Ai Cập, Trung Đông, Đại Tây Dương, Vùng Caribe, Ấn Độ Dương                                                                      | 10               |
| Các cuộc chiến tranh của Napoléon (1803-1815)                   | 3,500,000 | 7,000,000 | Châu Âu, Đại Tây Dương, Địa Trung Hải, Biển Bắc, Sông La Plata, Guyane thuộc Pháp, Tây Ấn, Ấn Độ Dương, Bắc Mỹ, Ngoại Kavkaz              | 13               |
| Chiến tranh Krym (1853-1856)                                    | 255,000 | 1,000,000 | Sicilia, Sardegna, Tây Ban Nha, Bắc Mỹ, Đông Nam Âu, Biển Đen                                                                             | 3                |
| Chiến tranh thế giới thứ nhất(1914-1918)                        | 15,000,000 | 65,000,000 | Toàn cầu | 4                |
| Chiến tranh thế giới thứ hai (1939-1945)                        | 40,000,000 | 85,000,000 | Toàn cầu | 6                |
| Chiến tranh Lạnh (1947-1991)                                    | 22,345,162 (thương vong bởi tất cả các cuộc chiến bắt đầu trong Chiến tranh Lạnh với Chiến tranh Vùng Vịnh, Chiến tranh Việt Nam, Chiến tranh Triều Tiên, Chiến tranh Algérie, Chiến tranh Iran-Iraq, Nội chiến Nigeria hoặc là Chiến tranh Xô-Afghanistan) | +94,000,000 (22 triệu người thiệt mạng trong tất cả các cuộc nội chiến bắt đầu ở Châu Á, Nam Mỹ và Châu Phi + số người thiệt mạng ở Châu Á và Châu Âu bởi chính phủ Cộng sản, với thương vong là Nạn đói ở Liên Xô 1946-1947, Diệt chủng Campuchia, Đại Cách mạng Văn hóa vô sản, và Đại nhảy vọt) | Toàn cầu | 44               |
| Chiến tranh chống khủng bố (2001-nay)                           | 272,000 | 1,260,000 | Toàn cầu | 22               |